# ستيفن إيزلي
ستيفن إيزلي هو سياسي أمريكي، ولد في 4 سبتمبر 1952 في إنديانا في الولايات المتحدة، وتوفي في 14 أغسطس 2013 في سانتا فيه في الولايات المتحدة. نشط حزبياً في الحزب الديمقراطي. وقد انتخب عضو مجلس نواب نيومكسيكو ‏.